# Breckinridge Long

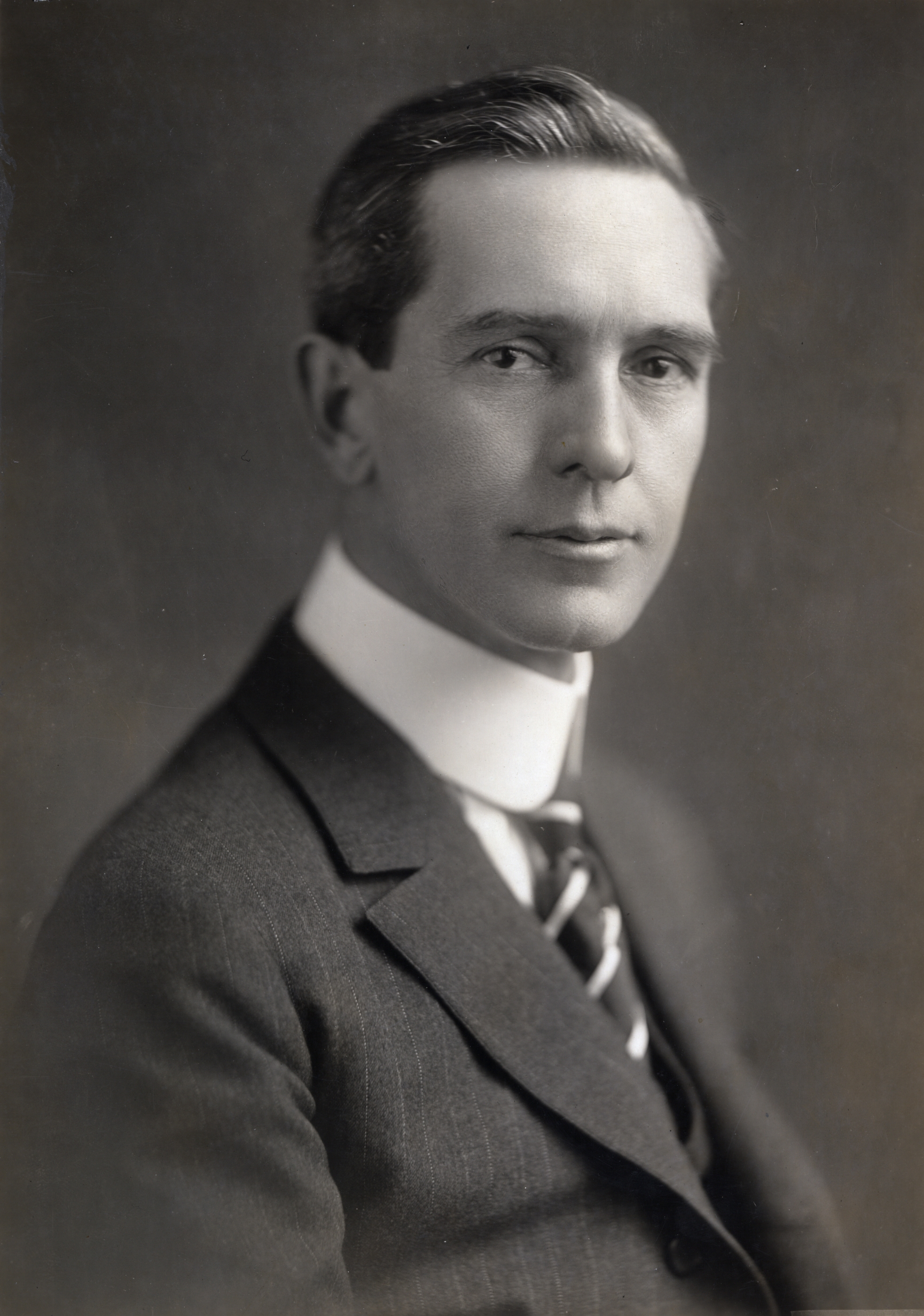
Breckinridge Long

Samuel Miller Breckinridge Long (* 16. Mai 1881 in St. Louis, Missouri; † 26. September 1958 in Laurel, Maryland) war ein US-amerikanischer Diplomat, der zwischen 1933 und 1936 Botschafter der Vereinigten Staaten in Italien war. Während seiner Amtszeit als Leiter der Abteilung für Einwanderungsvisa im US-Außenministerium im Zweiten Weltkrieg von 1940 bis 1944 vereitelte er durch die Nichtausstellung von Visa die Einreise von zahllosen Juden sowie von Flüchtlingen aus Osteuropa in die USA. Als unmittelbares Ergebnis seiner Haltung verloren Tausende Menschen im Holocaust ihr Leben.

## Leben

### Rechtsanwalt undThird Assistant Secretary of State
Long, Sohn von William Strudwick Long und dessen Ehefrau Margaret Miller Breckinridge, absolvierte zunächst ein grundständiges Studium an der Princeton University, das er 1904 mit einem Bachelor of Science beendete. Nachdem er von 1905 bis 1906 ein Studium der Rechtswissenschaften an der Law School der Washington University in St. Louis absolviert hatte, erhielt er 1906 seine anwaltliche Zulassung bei der Anwaltskammer von Missouri (Missouri Bar Association) und war danach als Rechtsanwalt tätig. 1909 erwarb er einen Master of Arts (M.A.) an der Princeton University und war von 1914 bis 1915 Mitglied der Kommission zur Überarbeitung der Gerichtsverfahrensordnungen von Missouri.
Am 29. Januar 1917 wurde Long erstmals in das US-Außenministerium berufen und war dort als Nachfolger von William Phillips Dritter Assistierender Außenminister (Third Assistant Secretary of State). Diesen Posten hatte er bis zum 8. Juni 1920 inne, woraufhin Van Santvoord Merle-Smith am 24. Juni 1920 sein Nachfolger wurde. Im Anschluss nahm er seine Tätigkeit als Rechtsanwalt wieder auf und erhielt als solcher auch eine anwaltliche Niederlassung bei der Anwaltskammer von Washington, D.C. (District of Columbia Bar).

### Botschafter in Italien,Assistant Secretary of Stateund Einwanderungspolitik
Long unterstützte die Kandidatur des Demokraten Franklin D. Roosevelt bei der Präsidentschaftswahl am 8. November 1932. Nachdem Roosevelt sein Amt als US-Präsident angetreten hatte, wurde er von diesem am 24. April 1933 zum Nachfolger von John W. Garrett zum Botschafter in Italien ernannt. Als solcher übergab er am 31. Mai 1933 sein Beglaubigungsschreiben und verblieb auf diesem Posten bis zum 23. April 1936, woraufhin William Phillips am 4. November 1936 seine dortige Nachfolge antrat. Nach seiner Rückkehr war er zwischen 1937 und 1941 Treuhänder der Princeton University und fungierte zudem von 1939 bis 1940 als Sonderassistent von Außenminister Cordell Hull für den Kriegsnotfall.
Am 23. Januar 1940 wurde Long als Assistant Secretary of State unter anderem Leiter der Abteilung für Einwanderungsvisa (Immigrant Visa Division) im Außenministerium. Während seiner Amtszeit vereitelte er durch die Nichtausstellung von Visa die Einreise von zahllosen Juden sowie von Flüchtlingen aus Osteuropa in die USA. Als unmittelbares Ergebnis seiner Haltung verloren Tausende Menschen im Holocaust ihr Leben. Vor dem auswärtigen Ausschuss gab Breckinridge Long Ende 1943 bei der Befragung zur Rettungsresolution von Senator Guy Gillette und der Abgeordnete Will Rogers irreführende Zahlen zu den erteilten amerikanischen Visa für jüdische Flüchtlinge an und dies wurde öffentlich. Von Beamten des Finanzministeriums wurde Finanzminister Henry Morgenthau mit dem Report to the Secretary on the Acquiescence of This Government in the Murder of the Jews von Josiah Ellis DuBois Jr. konfrontiert, der die ständigen Bemühungen des State Department offenlegte, Informationen über den Holocaust zu verheimlichen und Rettungsbemühungen zu behindern. Darauf angesprochen sah es Präsident Roosevelt als politisch klug an, dem Vorschlag von Morgenthau zur Schaffung des War Refugee Board zuzustimmen. Mit der Präsidialverordnung 9417 vom 22. Januar 1944 wurde das Board gegründet. Long wurde die Leitung der Visaabteilung entzogen und elf Monate später verließ er das State Department. Die Funktion als Assistant Secretary of State bekleidete er bis zu seinem Rücktritt am 15. Dezember 1944.
Er engagierte sich des Weiteren als Treuhänder der Corcoran Gallery of Art und war ferner Mitglied der American Academy of Political and Social Science, der American Bar Association, der American Historical Association, der Missouri Historical Society, der Studentenvereinigung Phi Delta Phi, der Society of the Cincinnati sowie von The Metropolitan Club.
Aus seiner am 1. Juni 1912 geschlossenen Ehe mit Christine Alexander Graham ging eine Tochter hervor. Nach seinem Tode wurde er auf dem Friedhof der Washington National Cathedral in Washington, D.C., beigesetzt.

## Veröffentlichung
- Genesis of the Constitution of the United States of America. Macmillan Company, New York 1926